# Zygothrica vittimaculosa
Zygothrica vittimaculosa är en tvåvingeart som beskrevs av Burla 1956. Zygothrica vittimaculosa ingår i släktet Zygothrica och familjen daggflugor. Inga underarter finns listade i Catalogue of Life.